# Плей-оф Кубка Стенлі 1983
Плей-оф Кубка Стенлі 1983 — стартував після регулярного чемпіонату 5 квітня та фінішував 17 травня 1983.

## Учасники плей-оф

### Конференція Принца Уельського

#### Дивізіон Адамса
1. Бостон Брюїнс, чемпіон дивізіону Адамса, Конференції Принца Уельського — 110 очок
2. Монреаль Канадієнс — 98 очок
3. Баффало Сейбрс — 89 очок
4. Квебек Нордікс — 80 очок

#### Дивізіон Патрик
1. Філадельфія Флаєрс, чемпіон дивізіону Патрика — 106 очок
2. Нью-Йорк Айлендерс — 96 очок
3. Вашингтон Кепіталс — 94 очка
4. Нью-Йорк Рейнджерс — 80 очок

### Конференція Кларенса Кемпбела

#### Дивізіон Норріса
1. Чикаго Блек Гокс, чемпіон дивізіону Норріса — 104 очка
2. Міннесота Норт-Старс — 96 очок
3. Торонто Мейпл Ліфс — 68 очок
4. Сент-Луїс Блюз — 65 очок

#### Дивізіон Смайт
1. Едмонтон Ойлерз, чемпіон дивізіону Смайт, Конференції Кларенса Кемпбела — 106 очок
2. Калгарі Флеймс — 78 очок
3. Ванкувер Канакс — 75 очок
4. Вінніпег Джетс — 74 очка

## Плей-оф
|  | 1/8 фіналу | 1/8 фіналу                            | 1/8 фіналу    |   |             | Чвертьфінали  | Чвертьфінали  | Чвертьфінали |                    |                    | Півфінали           | Півфінали           | Півфінали           |  |  | Фінал Кубка Стенлі | Фінал Кубка Стенлі | Фінал Кубка Стенлі |
|  |            |                                       |               |   |             |               |               |              |                    |                    |                     |                     |                     |  |  |                    |                    |                    |
|  | 1          | Бостон                                | 3             |   |             | A1            | Бостон        | 4            |                    |                    |                     |                     |                     |  |  |                    |                    |                    |
|  | 8          | Квебек                                | 1             |   |             | A3            | Баффало       | 3            |                    |                    |                     |                     |                     |  |  |                    |                    |                    |
|  |            |                                       |               |   |             |               |               |              |                    |                    |                     |                     |                     |  |  |                    |                    |                    |
|  | 2          | Монреаль                              | 0             |   |             |               |               |              | Східна конференція | Східна конференція | Східна конференція  | Східна конференція  | Східна конференція  |  |  |                    |                    |                    |
|  | 2          | Монреаль                              | 0             |   |             |               |               |              | Східна конференція | Східна конференція | Східна конференція  | Східна конференція  | Східна конференція  |  |  |                    |                    |                    |
|  | 7          | Баффало                               | 3             |   |             |               |               |              |                    |                    |                     |                     |                     |  |  |                    |                    |                    |
|  | 7          | Баффало                               | 3             |   |             |               |               |              |                    | A1                 | Бостон              | 2                   |                     |  |  |                    |                    |                    |
|  |            |                                       |               |   |             |               |               |              |                    | A1                 | Бостон              | 2                   |                     |  |  |                    |                    |                    |
|  |            | P2                                    | Н-Й Айлендерс | 4 |             |               |               |              |                    |                    |                     |                     |                     |  |  |                    |                    |                    |
|  | 3          | P2                                    | Н-Й Айлендерс | 4 | Філадельфія | 0             |               |              |                    |                    |                     |                     |                     |  |  |                    |                    |                    |
|  | 3          |                                       |               |   | Філадельфія | 0             |               |              |                    |                    |                     |                     |                     |  |  |                    |                    |                    |
|  | 6          | Н-Й Рейнджерс                         | 3             |   |             |               |               |              |                    |                    |                     |                     |                     |  |  |                    |                    |                    |
|  | 6          | Н-Й Рейнджерс                         | 3             |   |             |               |               |              |                    |                    |                     |                     |                     |  |  |                    |                    |                    |
|  |            |                                       |               |   |             |               |               |              |                    |                    |                     |                     |                     |  |  |                    |                    |                    |
|  |            |                                       |               |   |             |               |               |              |                    |                    |                     |                     |                     |  |  |                    |                    |                    |
|  | 4          | Н-Й Айлендерс                         | 3             |   | P4          | Н-Й Рейнджерс | 2             |              |                    |                    |                     |                     |                     |  |  |                    |                    |                    |
|  | 4          | Н-Й Айлендерс                         | 3             |   | P4          | Н-Й Рейнджерс | 2             |              |                    |                    |                     |                     |                     |  |  |                    |                    |                    |
|  | 5          | Вашингтон                             | 1             |   |             | P2            | Н-Й Айлендерс | 4            |                    |                    |                     |                     |                     |  |  |                    |                    |                    |
|  | 5          | Вашингтон                             | 1             |   |             |               |               |              |                    | P2                 | Н-Й Айлендерс       | 4                   |                     |  |  |                    |                    |                    |
|  |            | (Пари пересіяні після першого раунду) |               |   |             |               |               |              |                    | P2                 | Н-Й Айлендерс       | 4                   |                     |  |  |                    |                    |                    |
|  |            | S1                                    | Едмонтон      | 0 |             |               |               |              |                    |                    |                     |                     |                     |  |  |                    |                    |                    |
|  | 1          | S1                                    | Едмонтон      | 0 | Чикаго      | 3             |               |              | N1                 | Чикаго             | 4                   |                     |                     |  |  |                    |                    |                    |
|  | 1          |                                       |               |   | Чикаго      | 3             |               |              | N1                 | Чикаго             | 4                   |                     |                     |  |  |                    |                    |                    |
|  | 8          | Сент-Луїс                             | 1             |   |             | N2            | Міннесота     | 1            |                    |                    |                     |                     |                     |  |  |                    |                    |                    |
|  | 8          | Сент-Луїс                             | 1             |   |             | N2            | Міннесота     | 1            |                    |                    |                     |                     |                     |  |  |                    |                    |                    |
|  |            |                                       |               |   |             |               |               |              |                    |                    |                     |                     |                     |  |  |                    |                    |                    |
|  | 2          | Міннесота                             | 3             |   |             |               |               |              |                    |                    |                     |                     |                     |  |  |                    |                    |                    |
|  | 2          | Міннесота                             | 3             |   |             |               |               |              |                    |                    |                     |                     |                     |  |  |                    |                    |                    |
|  | 7          | Торонто                               | 1             |   |             |               |               |              |                    |                    |                     |                     |                     |  |  |                    |                    |                    |
|  | 7          | Торонто                               | 1             |   |             |               |               |              | N1                 | Чикаго             | 0                   |                     |                     |  |  |                    |                    |                    |
|  |            |                                       |               |   |             |               |               |              | N1                 | Чикаго             | 0                   |                     |                     |  |  |                    |                    |                    |
|  |            | S1                                    | Едмонтон      | 4 |             |               |               |              |                    |                    |                     |                     |                     |  |  |                    |                    |                    |
|  | 3          | S1                                    | Едмонтон      | 4 | Едмонтон    | 3             |               |              |                    |                    |                     |                     |                     |  |  |                    |                    |                    |
|  | 3          |                                       |               |   | Едмонтон    | 3             |               |              |                    |                    |                     |                     |                     |  |  |                    |                    |                    |
|  | 6          | Вінніпег                              | 0             |   |             |               |               |              |                    |                    | Західна конференція | Західна конференція | Західна конференція |  |  |                    |                    |                    |
|  | 6          | Вінніпег                              | 0             |   |             |               |               |              |                    |                    | Західна конференція | Західна конференція | Західна конференція |  |  |                    |                    |                    |
|  |            |                                       |               |   |             |               |               |              |                    |                    |                     |                     |                     |  |  |                    |                    |                    |
|  | 4          | Калгарі                               | 3             |   | S1          | Едмонтон      | 4             |              |                    |                    |                     |                     |                     |  |  |                    |                    |                    |
|  | 4          | Калгарі                               | 3             |   | S1          | Едмонтон      | 4             |              |                    |                    |                     |                     |                     |  |  |                    |                    |                    |
|  | 5          | Ванкувер                              | 1             |   |             | S2            | Калгарі       | 1            |                    |                    |                     |                     |                     |  |  |                    |                    |                    |

### 1/8 фіналу
Конференція Принца Уельського
| Бостон Брюїнс та Квебек Нордікс | Бостон Брюїнс та Квебек Нордікс | Бостон Брюїнс та Квебек Нордікс | Бостон Брюїнс та Квебек Нордікс | Бостон Брюїнс та Квебек Нордікс | Бостон Брюїнс та Квебек Нордікс | Бостон Брюїнс та Квебек Нордікс |
| Дата                            | Господарі                       | Господарі                       | Гості                           | Гості                           | Примітки                        |                                 |
| ------------------------------- | ------------------------------- | ------------------------------- | ------------------------------- | ------------------------------- | ------------------------------- | ------------------------------- |
| 5 квітня                        | Квебек                          | 3                               | 4                               | Бостон                          | OT                              |                                 |
| 7 квітня                        | Квебек                          | 2                               | 4                               | Бостон                          |                                 |                                 |
| 9 квітня                        | Бостон                          | 1                               | 2                               | Квебек                          |                                 |                                 |
| 10 квітня                       | Бостон                          | 2                               | 1                               | Квебек                          |                                 |                                 |
| Бостон виграв серію 3:1.        |                                 |                                 |                                 |                                 |                                 |                                 |

| Монреаль Канадієнс та Баффало Сейбрс | Монреаль Канадієнс та Баффало Сейбрс | Монреаль Канадієнс та Баффало Сейбрс | Монреаль Канадієнс та Баффало Сейбрс | Монреаль Канадієнс та Баффало Сейбрс | Монреаль Канадієнс та Баффало Сейбрс | Монреаль Канадієнс та Баффало Сейбрс |
| Дата                                 | Господарі                            | Господарі                            | Гості                                | Гості                                | Примітки                             |                                      |
| ------------------------------------ | ------------------------------------ | ------------------------------------ | ------------------------------------ | ------------------------------------ | ------------------------------------ | ------------------------------------ |
| 6 квітня                             | Баффало                              | 1                                    | 0                                    | Монреаль                             |                                      |                                      |
| 7 квітня                             | Баффало                              | 3                                    | 0                                    | Монреаль                             |                                      |                                      |
| 9 квітня                             | Монреаль                             | 2                                    | 4                                    | Баффало                              |                                      |                                      |
| Баффало виграв серію 3:0.            |                                      |                                      |                                      |                                      |                                      |                                      |

| Філадельфія Флаєрс та Нью-Йорк Рейнджерс | Філадельфія Флаєрс та Нью-Йорк Рейнджерс | Філадельфія Флаєрс та Нью-Йорк Рейнджерс | Філадельфія Флаєрс та Нью-Йорк Рейнджерс | Філадельфія Флаєрс та Нью-Йорк Рейнджерс | Філадельфія Флаєрс та Нью-Йорк Рейнджерс | Філадельфія Флаєрс та Нью-Йорк Рейнджерс |
| Дата                                     | Господарі                                | Господарі                                | Гості                                    | Гості                                    | Примітки                                 |                                          |
| ---------------------------------------- | ---------------------------------------- | ---------------------------------------- | ---------------------------------------- | ---------------------------------------- | ---------------------------------------- | ---------------------------------------- |
| 5 квітня                                 | Н-Й Рейнджерс                            | 5                                        | 3                                        | Філадельфія                              |                                          |                                          |
| 7 квітня                                 | Н-Й Рейнджерс                            | 4                                        | 3                                        | Філадельфія                              |                                          |                                          |
| 9 квітня                                 | Філадельфія                              | 3                                        | 9                                        | Н-Й Рейнджерс                            |                                          |                                          |
| Н-Й Рейнджерс виграв серію 3:0.          |                                          |                                          |                                          |                                          |                                          |                                          |

| Нью-Йорк Айлендерс та Вашингтон Кепіталс | Нью-Йорк Айлендерс та Вашингтон Кепіталс | Нью-Йорк Айлендерс та Вашингтон Кепіталс | Нью-Йорк Айлендерс та Вашингтон Кепіталс | Нью-Йорк Айлендерс та Вашингтон Кепіталс | Нью-Йорк Айлендерс та Вашингтон Кепіталс | Нью-Йорк Айлендерс та Вашингтон Кепіталс |
| Дата                                     | Господарі                                | Господарі                                | Гості                                    | Гості                                    | Примітки                                 |                                          |
| ---------------------------------------- | ---------------------------------------- | ---------------------------------------- | ---------------------------------------- | ---------------------------------------- | ---------------------------------------- | ---------------------------------------- |
| 6 квітня                                 | Вашингтон                                | 2                                        | 5                                        | Н-Й Айлендерс                            |                                          |                                          |
| 7 квітня                                 | Вашингтон                                | 4                                        | 2                                        | Н-Й Айлендерс                            |                                          |                                          |
| 9 квітня                                 | Н-Й Айлендерс                            | 6                                        | 2                                        | Вашингтон                                |                                          |                                          |
| 10 квітня                                | Н-Й Айлендерс                            | 6                                        | 3                                        | Вашингтон                                |                                          |                                          |
| Н-Й Айлендерс виграв серію 3:1.          |                                          |                                          |                                          |                                          |                                          |                                          |

Конференція Кларенса Кемпбела
| Чикаго Блек Гокс та Сент-Луїс Блюз | Чикаго Блек Гокс та Сент-Луїс Блюз | Чикаго Блек Гокс та Сент-Луїс Блюз | Чикаго Блек Гокс та Сент-Луїс Блюз | Чикаго Блек Гокс та Сент-Луїс Блюз | Чикаго Блек Гокс та Сент-Луїс Блюз | Чикаго Блек Гокс та Сент-Луїс Блюз |
| Дата                               | Господарі                          | Господарі                          | Гості                              | Гості                              | Примітки                           |                                    |
| ---------------------------------- | ---------------------------------- | ---------------------------------- | ---------------------------------- | ---------------------------------- | ---------------------------------- | ---------------------------------- |
| 6 квітня                           | Сент-Луїс                          | 4                                  | 2                                  | Чикаго                             |                                    |                                    |
| 7 квітня                           | Сент-Луїс                          | 2                                  | 7                                  | Чикаго                             |                                    |                                    |
| 9 квітня                           | Чикаго                             | 2                                  | 1                                  | Сент-Луїс                          |                                    |                                    |
| 10 квітня                          | Чикаго                             | 5                                  | 3                                  | Сент-Луїс                          |                                    |                                    |
| Чикаго виграв серію 3:1.           |                                    |                                    |                                    |                                    |                                    |                                    |

| Міннесота Норт-Старс та Торонто Мейпл Ліфс | Міннесота Норт-Старс та Торонто Мейпл Ліфс | Міннесота Норт-Старс та Торонто Мейпл Ліфс | Міннесота Норт-Старс та Торонто Мейпл Ліфс | Міннесота Норт-Старс та Торонто Мейпл Ліфс | Міннесота Норт-Старс та Торонто Мейпл Ліфс | Міннесота Норт-Старс та Торонто Мейпл Ліфс |
| Дата                                       | Господарі                                  | Господарі                                  | Гості                                      | Гості                                      | Примітки                                   |                                            |
| ------------------------------------------ | ------------------------------------------ | ------------------------------------------ | ------------------------------------------ | ------------------------------------------ | ------------------------------------------ | ------------------------------------------ |
| 6 квітня                                   | Торонто                                    | 4                                          | 5                                          | Міннесота                                  |                                            |                                            |
| 7 квітня                                   | Торонто                                    | 4                                          | 5                                          | Міннесота                                  | OT                                         |                                            |
| 9 квітня                                   | Міннесота                                  | 3                                          | 6                                          | Торонто                                    |                                            |                                            |
| 10 квітня                                  | Міннесота                                  | 5                                          | 4                                          | Торонто                                    | OT                                         |                                            |
| Міннесота виграла серію 3:1.               |                                            |                                            |                                            |                                            |                                            |                                            |

| Едмонтон Ойлерз та Вінніпег Джетс | Едмонтон Ойлерз та Вінніпег Джетс | Едмонтон Ойлерз та Вінніпег Джетс | Едмонтон Ойлерз та Вінніпег Джетс | Едмонтон Ойлерз та Вінніпег Джетс | Едмонтон Ойлерз та Вінніпег Джетс | Едмонтон Ойлерз та Вінніпег Джетс |
| Дата                              | Господарі                         | Господарі                         | Гості                             | Гості                             | Примітки                          |                                   |
| --------------------------------- | --------------------------------- | --------------------------------- | --------------------------------- | --------------------------------- | --------------------------------- | --------------------------------- |
| 6 квітня                          | Вінніпег                          | 3                                 | 6                                 | Едмонтон                          |                                   |                                   |
| 7 квітня                          | Вінніпег                          | 3                                 | 4                                 | Едмонтон                          |                                   |                                   |
| 9 квітня                          | Едмонтон                          | 4                                 | 3                                 | Вінніпег                          |                                   |                                   |
| Едмонтон виграв серію 3:0.        |                                   |                                   |                                   |                                   |                                   |                                   |

| Калгарі Флеймс та Ванкувер Канакс | Калгарі Флеймс та Ванкувер Канакс | Калгарі Флеймс та Ванкувер Канакс | Калгарі Флеймс та Ванкувер Канакс | Калгарі Флеймс та Ванкувер Канакс | Калгарі Флеймс та Ванкувер Канакс | Калгарі Флеймс та Ванкувер Канакс |
| Дата                              | Господарі                         | Господарі                         | Гості                             | Гості                             | Примітки                          |                                   |
| --------------------------------- | --------------------------------- | --------------------------------- | --------------------------------- | --------------------------------- | --------------------------------- | --------------------------------- |
| 6 квітня                          | Ванкувер                          | 3                                 | 4                                 | Калгарі                           | OT                                |                                   |
| 7 квітня                          | Ванкувер                          | 3                                 | 5                                 | Калгарі                           |                                   |                                   |
| 9 квітня                          | Калгарі                           | 4                                 | 5                                 | Ванкувер                          |                                   |                                   |
| 10 квітня                         | Калгарі                           | 4                                 | 3                                 | Ванкувер                          | OT                                |                                   |
| Калгарі виграв серію 3:1.         |                                   |                                   |                                   |                                   |                                   |                                   |

### Чвертьфінали
Конференція Принца Уельського
| Бостон Брюїнс та Баффало Сейбрс | Бостон Брюїнс та Баффало Сейбрс | Бостон Брюїнс та Баффало Сейбрс | Бостон Брюїнс та Баффало Сейбрс | Бостон Брюїнс та Баффало Сейбрс | Бостон Брюїнс та Баффало Сейбрс | Бостон Брюїнс та Баффало Сейбрс |
| Дата                            | Господарі                       | Господарі                       | Гості                           | Гості                           | Примітки                        |                                 |
| ------------------------------- | ------------------------------- | ------------------------------- | ------------------------------- | ------------------------------- | ------------------------------- | ------------------------------- |
| 14 квітня                       | Баффало                         | 7                               | 4                               | Бостон                          |                                 |                                 |
| 15 квітня                       | Баффало                         | 3                               | 5                               | Бостон                          |                                 |                                 |
| 17 квітня                       | Бостон                          | 3                               | 4                               | Баффало                         |                                 |                                 |
| 18 квітня                       | Бостон                          | 6                               | 2                               | Баффало                         |                                 |                                 |
| 20 квітня                       | Баффало                         | 0                               | 9                               | Бостон                          |                                 |                                 |
| 22 квітня                       | Бостон                          | 3                               | 5                               | Баффало                         |                                 |                                 |
| 24 квітня                       | Баффало                         | 2                               | 3                               | Бостон                          | OT                              |                                 |
| Бостон виграв серію 4:3.        |                                 |                                 |                                 |                                 |                                 |                                 |

| Нью-Йорк Айлендерс та Нью-Йорк Рейнджерс | Нью-Йорк Айлендерс та Нью-Йорк Рейнджерс | Нью-Йорк Айлендерс та Нью-Йорк Рейнджерс | Нью-Йорк Айлендерс та Нью-Йорк Рейнджерс | Нью-Йорк Айлендерс та Нью-Йорк Рейнджерс | Нью-Йорк Айлендерс та Нью-Йорк Рейнджерс | Нью-Йорк Айлендерс та Нью-Йорк Рейнджерс |
| Дата                                     | Господарі                                | Господарі                                | Гості                                    | Гості                                    | Примітки                                 |                                          |
| ---------------------------------------- | ---------------------------------------- | ---------------------------------------- | ---------------------------------------- | ---------------------------------------- | ---------------------------------------- | ---------------------------------------- |
| 14 квітня                                | Н-Й Рейнджерс                            | 1                                        | 4                                        | Н-Й Айлендерс                            |                                          |                                          |
| 15 квітня                                | Н-Й Рейнджерс                            | 0                                        | 5                                        | Н-Й Айлендерс                            |                                          |                                          |
| 17 квітня                                | Н-Й Айлендерс                            | 6                                        | 7                                        | Н-Й Рейнджерс                            |                                          |                                          |
| 18 квітня                                | Н-Й Айлендерс                            | 1                                        | 3                                        | Н-Й Рейнджерс                            |                                          |                                          |
| 20 квітня                                | Н-Й Рейнджерс                            | 2                                        | 7                                        | Н-Й Айлендерс                            |                                          |                                          |
| 22 квітня                                | Н-Й Айлендерс                            | 5                                        | 2                                        | Н-Й Рейнджерс                            |                                          |                                          |
| Н-Й Айлендерс виграв серію 4:2.          |                                          |                                          |                                          |                                          |                                          |                                          |

Конференція Кларенса Кемпбела
| Чикаго Блек Гокс та Міннесота Норт-Старс | Чикаго Блек Гокс та Міннесота Норт-Старс | Чикаго Блек Гокс та Міннесота Норт-Старс | Чикаго Блек Гокс та Міннесота Норт-Старс | Чикаго Блек Гокс та Міннесота Норт-Старс | Чикаго Блек Гокс та Міннесота Норт-Старс | Чикаго Блек Гокс та Міннесота Норт-Старс |
| Дата                                     | Господарі                                | Господарі                                | Гості                                    | Гості                                    | Примітки                                 |                                          |
| ---------------------------------------- | ---------------------------------------- | ---------------------------------------- | ---------------------------------------- | ---------------------------------------- | ---------------------------------------- | ---------------------------------------- |
| 14 квітня                                | Міннесота                                | 2                                        | 5                                        | Чикаго                                   |                                          |                                          |
| 15 квітня                                | Міннесота                                | 4                                        | 7                                        | Чикаго                                   |                                          |                                          |
| 17 квітня                                | Чикаго                                   | 1                                        | 5                                        | Міннесота                                |                                          |                                          |
| 18 квітня                                | Чикаго                                   | 4                                        | 3                                        | Міннесота                                | OT                                       |                                          |
| 20 квітня                                | Міннесота                                | 2                                        | 5                                        | Чикаго                                   |                                          |                                          |
| Чикаго виграв серію 4:1.                 |                                          |                                          |                                          |                                          |                                          |                                          |

| Едмонтон Ойлерз та Калгарі Флеймс | Едмонтон Ойлерз та Калгарі Флеймс | Едмонтон Ойлерз та Калгарі Флеймс | Едмонтон Ойлерз та Калгарі Флеймс | Едмонтон Ойлерз та Калгарі Флеймс | Едмонтон Ойлерз та Калгарі Флеймс | Едмонтон Ойлерз та Калгарі Флеймс |
| Дата                              | Господарі                         | Господарі                         | Гості                             | Гості                             | Примітки                          |                                   |
| --------------------------------- | --------------------------------- | --------------------------------- | --------------------------------- | --------------------------------- | --------------------------------- | --------------------------------- |
| 14 квітня                         | Калгарі                           | 2                                 | 3                                 | Едмонтон                          |                                   |                                   |
| 15 квітня                         | Калгарі                           | 2                                 | 3                                 | Едмонтон                          |                                   |                                   |
| 17 квітня                         | Едмонтон                          | 4                                 | 3                                 | Калгарі                           |                                   |                                   |
| 18 квітня                         | Едмонтон                          | 2                                 | 3                                 | Калгарі                           |                                   |                                   |
| 20 квітня                         | Калгарі                           | 2                                 | 5                                 | Едмонтон                          |                                   |                                   |
| Едмонтон виграв серію 4:1.        |                                   |                                   |                                   |                                   |                                   |                                   |

### Півфінали
| Конференція Принца Уельського       | Конференція Принца Уельського       | Конференція Принца Уельського       | Конференція Принца Уельського       | Конференція Принца Уельського       | Конференція Принца Уельського       | Конференція Принца Уельського       |
| Бостон Брюїнс та Нью-Йорк Айлендерс | Бостон Брюїнс та Нью-Йорк Айлендерс | Бостон Брюїнс та Нью-Йорк Айлендерс | Бостон Брюїнс та Нью-Йорк Айлендерс | Бостон Брюїнс та Нью-Йорк Айлендерс | Бостон Брюїнс та Нью-Йорк Айлендерс | Бостон Брюїнс та Нью-Йорк Айлендерс |
| Дата                                | Господарі                           | Господарі                           | Гості                               | Гості                               | Примітки                            |                                     |
| ----------------------------------- | ----------------------------------- | ----------------------------------- | ----------------------------------- | ----------------------------------- | ----------------------------------- | ----------------------------------- |
| 26 квітня                           | Н-Й Айлендерс                       | 5                                   | 2                                   | Бостон                              |                                     |                                     |
| 28 квітня                           | Н-Й Айлендерс                       | 1                                   | 4                                   | Бостон                              |                                     |                                     |
| 30 квітня                           | Бостон                              | 3                                   | 7                                   | Н-Й Айлендерс                       |                                     |                                     |
| 3 травня                            | Бостон                              | 3                                   | 8                                   | Н-Й Айлендерс                       |                                     |                                     |
| 5 травня                            | Н-Й Айлендерс                       | 1                                   | 5                                   | Бостон                              |                                     |                                     |
| 7 травня                            | Бостон                              | 4                                   | 8                                   | Н-Й Айлендерс                       |                                     |                                     |
| Н-Й Айлендерс виграв серію 4:2.     |                                     |                                     |                                     |                                     |                                     |                                     |

| Конференція Кларенса Кемпбела       | Конференція Кларенса Кемпбела       | Конференція Кларенса Кемпбела       | Конференція Кларенса Кемпбела       | Конференція Кларенса Кемпбела       | Конференція Кларенса Кемпбела       | Конференція Кларенса Кемпбела       |
| Едмонтон Ойлерз та Чикаго Блек Гокс | Едмонтон Ойлерз та Чикаго Блек Гокс | Едмонтон Ойлерз та Чикаго Блек Гокс | Едмонтон Ойлерз та Чикаго Блек Гокс | Едмонтон Ойлерз та Чикаго Блек Гокс | Едмонтон Ойлерз та Чикаго Блек Гокс | Едмонтон Ойлерз та Чикаго Блек Гокс |
| Дата                                | Господарі                           | Господарі                           | Гості                               | Гості                               | Примітки                            |                                     |
| ----------------------------------- | ----------------------------------- | ----------------------------------- | ----------------------------------- | ----------------------------------- | ----------------------------------- | ----------------------------------- |
| 24 квітня                           | Чикаго                              | 1                                   | 4                                   | Едмонтон                            |                                     |                                     |
| 26 квітня                           | Чикаго                              | 2                                   | 5                                   | Едмонтон                            |                                     |                                     |
| 1 травня                            | Едмонтон                            | 5                                   | 4                                   | Чикаго                              |                                     |                                     |
| 3 травня                            | Едмонтон                            | 4                                   | 2                                   | Чикаго                              |                                     |                                     |
| Едмонтон виграв серію 4:0.          |                                     |                                     |                                     |                                     |                                     |                                     |

### Фінал Кубка Стенлі
| Едмонтон Ойлерз та Нью-Йорк Айлендерс | Едмонтон Ойлерз та Нью-Йорк Айлендерс | Едмонтон Ойлерз та Нью-Йорк Айлендерс | Едмонтон Ойлерз та Нью-Йорк Айлендерс | Едмонтон Ойлерз та Нью-Йорк Айлендерс | Едмонтон Ойлерз та Нью-Йорк Айлендерс | Едмонтон Ойлерз та Нью-Йорк Айлендерс |
| Дата                                  | Господарі                             | Господарі                             | Гості                                 | Гості                                 | Примітки                              |                                       |
| ------------------------------------- | ------------------------------------- | ------------------------------------- | ------------------------------------- | ------------------------------------- | ------------------------------------- | ------------------------------------- |
| 10 травня                             | Н-Й Айлендерс                         | 2                                     | 0                                     | Едмонтон                              |                                       |                                       |
| 12 травня                             | Н-Й Айлендерс                         | 6                                     | 3                                     | Едмонтон                              |                                       |                                       |
| 14 травня                             | Едмонтон                              | 1                                     | 5                                     | Н-Й Айлендерс                         |                                       |                                       |
| 17 травня                             | Едмонтон                              | 2                                     | 4                                     | Н-Й Айлендерс                         |                                       |                                       |
| Н-Й Айлендерс виграв серію 4:0.       |                                       |                                       |                                       |                                       |                                       |                                       |

### Найкращий бомбардир плей-оф
| Гравець     | Команда  | І  | Г  | П  | О  |
| ----------- | -------- | -- | -- | -- | -- |
| Вейн Грецкі | Едмонтон | 16 | 12 | 26 | 38 |